# William Manson
William Manson (14 aprile 1882 – 4 aprile 1958) è stato un presbitero e teologo britannico.

## Biografia
William Manson ha studiato lettere all'Università di Glasgow, dove si è laureato nel 1904. In seguito ha perfezionato i suoi studi a Oxford all'Oriel College. Tornato a Glasgow nel 1908, ha studiato teologia all'United Free Church College e nel 1911 è stato ordinato ministro della Libera Chiesa di Scozia, una Chiesa presbiteriana. Dal 1911 al 1914 ha esercitato il suo ministero a Oban. Nel 1914 ha sposato Mary D. Ferguson. In seguito si è trasferito a Pollokshields East, una zona a sud di Glasgow, dove ha esercitato il ministero fino al 1919, anno in cui ha ricevuto un incarico d'insegnamento al Knox College a Toronto. Nel 1925 è diventato professore all'Università di Glasgow, dove ha insegnato Nuovo Testamento fino al 1946. Dal 1946 ha insegnato a Glasgow Critica biblica fino al 1952, anno in cui si è ritirato dall'insegnamento.

## Libri principali
- Jesus the Messiah (1943)
- The Gospel of Luke (1945)
- The Epistle to the Hebrews (1951)
- The way of the cross (1958)